# Чернов, Сергей Александрович (медик)
Сергей Александрович Черно́в (род. 9 октября 1957, Черняховск, Калининградская область) — российский военный врач, главный терапевт Главного военного клинического госпиталя имени Н. Н. Бурденко, доктор медицинских наук, профессор, полковник медицинской службы, Заслуженный врач Российской Федерации, Герой Труда Российской Федерации (2021).

## Биография
Родился 9 октября 1957 года в городе Черняховск Калининградской области.
Получил высшее медицинское образование. В 1980 году окончил Горьковский медицинский институт (военно-медицинский факультет, ныне вошедший в состав Нижегородского института Федеральной службы безопасности Российской Федерации). Несколько лет прослужил в различных военно-медицинских подразделениях Советской Армии. Получил специализацию по кардиологии.
В 1980-х годах в звании капитана медицинской службы пришёл на службу в Главный военный госпиталь (ГВК) имени Н. Н. Бурденко в Москве. Защитил диссертации на соискание учёной степени кандидата, а в 2003 году — доктора медицинских наук (тема «Эволюция ишемической болезни сердца у больных после различных методов хирургической реваскуляризации миокарда в течение 10-летнего периода проспективного наблюдения»).
Служил начальником отделения (кардиологического центра), а затем (на 2021 год) — главным терапевтом Главного военного клинического госпиталя (ГВКГ) имени Н. Н. Бурденко Министерства обороны Российской Федерации.
За год работы ковидного центра, действовавшего в ГВКГ имени Н. Н. Бурденко с 2020 по 2021 год, С. А. Чернов и его коллеги вылечили около шести с половиной тысяч пациентов.

## Награды
Высшие звания:
- Герой Труда Российской Федерации (2021 год) — «за особые трудовые заслуги, самоотверженность и высокий профессионализм, проявленные в борьбе с распространением коронавирусной инфекции COVID-19»[4][5].

Ордена и медали:
- орден Почёта (18 декабря 1997 года)[6];
- медаль «В память 850-летия Москвы»;
- медаль «70 лет Вооружённых Сил СССР»;
- медали «За отличие в военной службе» I и II степеней;
- медаль «За безупречную службу» III степени.

Почётные звания:
- почётное звание «Заслуженный врач Российской Федерации».